# Братья Томас
Джим Томас (англ. James E. "Jim" Thomas; род. ) и Джон Томас (англ. John C. Thomas; род. ) — американские сценаристы, известные благодаря своей работе над сценариями к кинофильмам «Хищник», «Хищник 2», «Миссия на Марс», «Дикий, дикий Вест».

## Биография

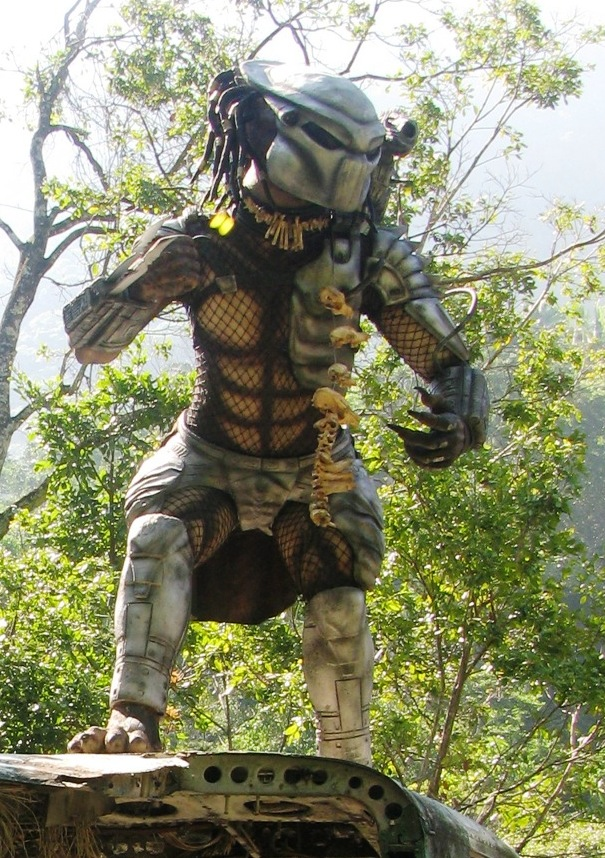
Фото с съёмок картины «Хищник»

Основным направлением деятельности братьев является создание сценариев к фантастическим кинофильмам. Свою карьеру они начали с написания в 1985 году сценария к кинофильму «Хищник» под рабочим названием «Охотник». Идея возникла у двух молодых авторов, мечтавших о славе в Голливуде. Существует мнение, что идея была навеяна картиной 1980 года «Предостережение». Когда братья Томас писали свой первый сценарий, их импровизированный офис располагался прямо на калифорнийском пляже. Изначально юные сценаристы задумали написать сценарий о пришельцах, летающих в разные миры ради охоты на их обитателей, но поняв, что героям не станут симпатизировать, изменили концепцию: в новой версии сценария пришелец прилетал на Землю, чтобы поохотиться на самых опасных людей. Над сюжетом и персонажами они работали с 1983 года. Написав сценарий, братья Томас не могли его продать, потому что не имели связей и были никем.

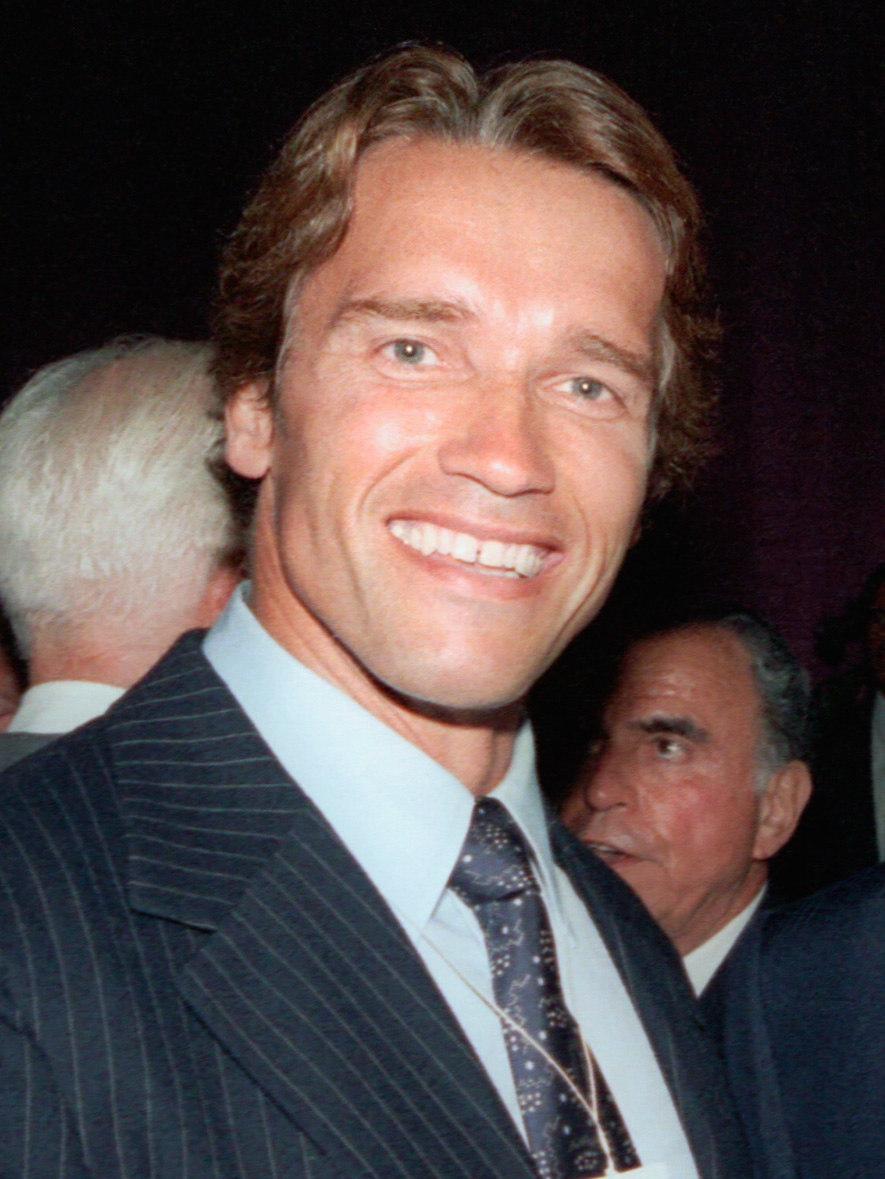
Арнольд Шварценеггер

Они пробрались на студию 20th Century Fox и подсунули свой сценарий под дверь продюсеру, а также показали его Марку Дэвису, которому он понравился. Тогда он подключил Лоуренса Гордона и Джоэля Силвера, последний отправил сценарий Арнольду Шварценеггеру и тот согласился сыграть. Сценарий был выкуплен компанией 20th Century Fox. Сценарий братьев, взятый за основу фильма «Хищник», имел много общего с фильмом, но и множество различий. Так, инопланетянин был больше похож на человека. Пришелец использовал камуфляж, но не был невидим. Он имел оранжевую кровь, использовал метательные снаряды типа бумеранга, обладал прозрачной кожей. Главного героя фильма звали лейтенант Алан Мэзани, и его отряд насчитывал 9 человек, а не 7. Все герои истории погибали, кроме лейтенанта. Сценаристы полагали, что после ожидания в 35 лет права вернутся к ним по закону от 1978 года. Братья Томас написали сценарии для двух наиболее удачных фильмов франшизы, первой и второй картины.

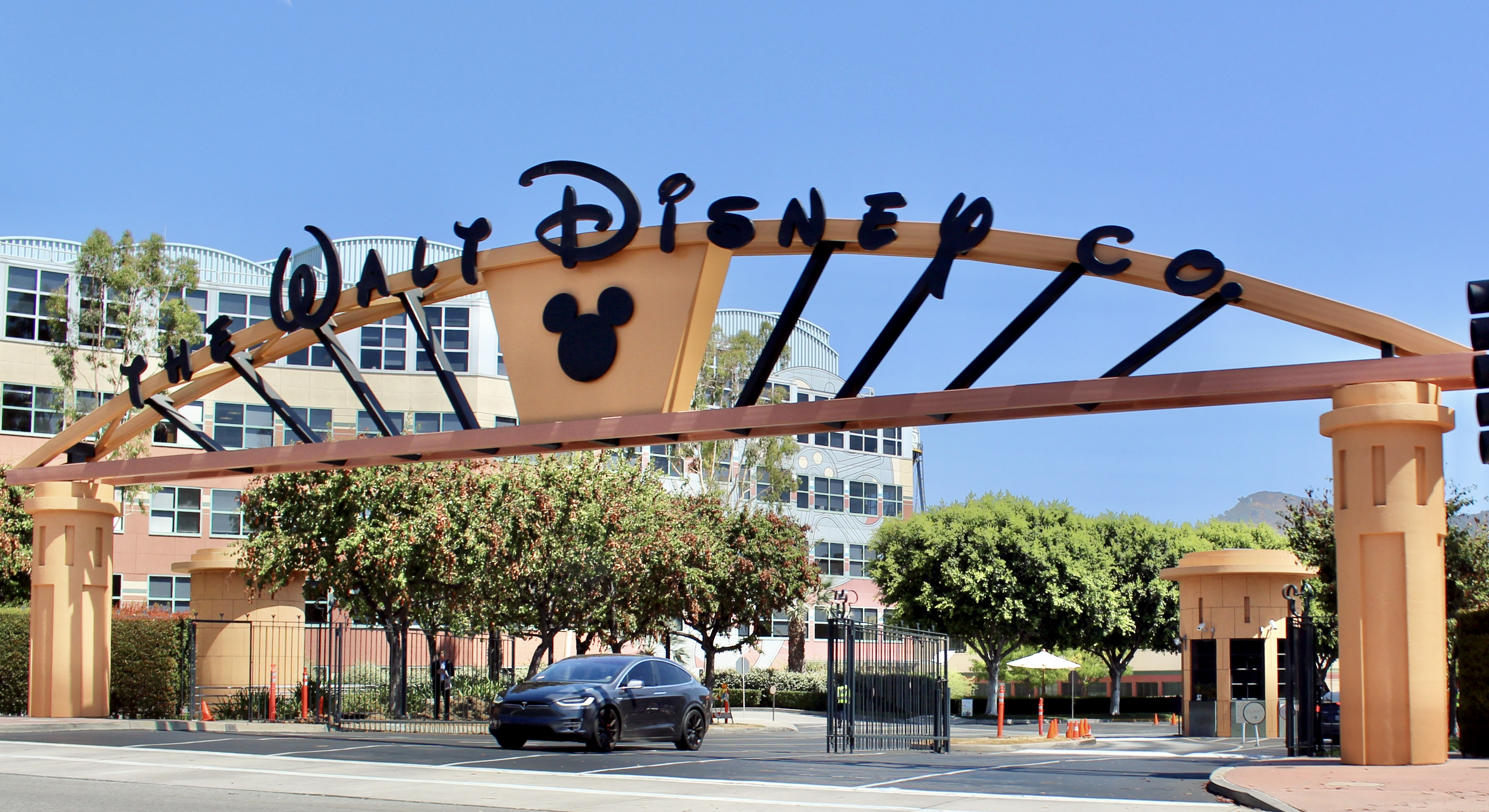
The Walt Disney Company

В апреле 2021 года стало известно о том, что сценаристы подали в суд на компанию Disney в связи с тем, что направили уведомление о возврате авторских прав на франшизу еще в 2016 году, рассчитывая получить их обратно 17 апреля 2021 года. Четыре года с авторами никто не спорил, однако ситуация изменилась после покупки компании 20th Century Fox, и сейчас представители компании Disney  отказывают авторам в возврате прав, ссылаясь, на то, что братья Томас подали прошение о возврате слишком рано, а у компании есть проект в процессе реализации, связанный с франшизой. Авторы попросили суд наложить хотя бы временный запрет на использование персонажей, созданных ими без лицензии от авторов. Через несколько часов компания Disney подала встречный иск к авторам.

## Фильмография

### Фильмы
| Год  | Проект               | Сценаристы | Продюсер(ы)                           |
| ---- | -------------------- | ---------- | ------------------------------------- |
| 1987 | Хищник               | Да         | Исполнительный (Джим)                 |
| 1988 | Спасатели            | Да         | Сопродюсеры                           |
| 1990 | Хищник 2             | Да         |                                       |
| 1993 | Человек без лица     |            | Помощник менеджера по локациям (Джим) |
| 1996 | Приказано уничтожить | Да         | Да                                    |
| 1999 | Дикий, дикий Запад   | Сюжет      |                                       |
| 2000 | Миссия на Марс       | Да         |                                       |
| 2001 | В тылу врага         | Сюжет      |                                       |
| 2022 | Добыча               |            | Исполнительные                        |

Также переписали сценарий фильма Полёт Феникса (2004), но их имена не попали в титры.

### Сериалы
| Год  | Проект                  | Сценаристы | Исполнительные продюсеры | Создатели | Примечания                                                                                    |
| ---- | ----------------------- | ---------- | ------------------------ | --------- | --------------------------------------------------------------------------------------------- |
| 1989 | Сослан на планету Земля | Да         | Да                       | Да        | Создатели и исполнительные продюсеры (13 эпизодов) Сценаристы (Эпизод "Чужак в чужой стране") |
| 1991 | Байки из склепа         | Да         |                          |           | Эпизод "Жёлтый"                                                                               |